# Turistalátványosságok besorolási kategóriái Kínában
A Turistalátványosságok besorolási kategóriái Kínában (kínai: 旅游景区质量等级) egy besorolási vagy osztályozási rendszer, amelyet a kínai hatóságok használnak a látványosságok minőségi meghatározására a biztonságra, tisztaságra, közegészségügyre és tömegközlekedésre való vonatkozásban. Öt kategóriára van felosztva A (vagy 1A, a legalacsonyabb szint), AA (2A), AAA (3A), AAAA (4A) és AAAAA (5A, a legmagasabb szint).

## Besorolások
| Besorolás | Alternatív elnevezése | Szint          |
| --------- | --------------------- | -------------- |
| A         | A1                    | legalacsonyabb |
| AA        | A2                    |                |
| AAA       | A3                    |                |
| AAAA      | A4                    |                |
| AAAAA     | A5                    | legmagasabb    |

## Értékelés
A kategóriákat, több tényező mellett, a helyszín fontossága, a tömegközlekedés és a turizmusra vonatkozó biztonságosság, tisztaság és közegészségügy határozzák meg. A rendszert 1999-ben hozták létre és 2004-ben egészítették ki a legmagasabb (AAAAA) kategóriával. A besorolás a Kínai Nemzeti Turisztikai Adminisztráció (CNTA) hatálya alá tartozik, amely a „Turistalátványosságok kategóriai és besorolási szabályzata” figyelembevételével hozza meg döntéseit.